# Kémékafo
Kémékafo is een gemeente (commune) in de regio Koulikoro in Mali. De gemeente telt 24.400 inwoners (2009).